# Аллегрова Ірина Олександрівна
Іри́на Олекса́ндрівна Алле́грова (нар. 20 січня 1952, Ростов-на-Дону, Російська РФСР) — радянська та російська естрадна співачка, поетеса-піснярка, композиторка, акторка. Народна артистка Росії (2010).
Публічно підтримує дії російської армії. Фігурантка бази даних центру «Миротворець» як особа, яка незаконно відвідувала окупований Росією Крим, свідомо порушуючи державний кордон України. 2 лютого 2022 року додана до санкційного списку Канади. 7 січня 2023 року додана до санкційного списку України.

## Біографія
Народилася 20 січня 1952 року в Ростові-на-Дону, РРФСР, СРСР.
Дід по батькові — Григорій Мінаєвич Саркісов, музикант, бухгалтер-ревізор, Баку. Бабуся по батькові — Марія Іванівна Саркісова, домогосподарка, мати сімох дітей, Баку. Дід по матері — Михайло Якович Калінін, взуттєвик із Ташкента. Бабуся по матері — Анна Яківна Калініна, перукарка з Ташкента. Батько — Олександр Григорович Алєгров (15 квітня 1915 — 24 травня 1994) — режисер, актор, заслужений артист РРФСР, АзССР. Мати — Серафима Михайлівна Сосновська (нар. 26 жовтня 1923) — акторка, співачка.
Шлюби:
- батько Лали Георгій (1971—1972) — баскетболіст з Баку, помер. Ірина повідомила, що шлюб був помилкою, вона одружилася на зло своєму першому коханню[13][14]
- Володимир Блехер (кінець 1970-х) — художній керівник ансамблю «Молоді голоси», в якому працювала Ірина[14][15]
- Володимир Дубовицький (1984/85-1990) — продюсер, музикант. Був бас-гітаристом в ансамблі Оскара Фельцмана «Вогні Москви» (Ірина — солісткою), керівником групи Давида Тухманова «Електроклуб». У 1990 році Ірина залишає групу та розлучається з В. Дубовицьким, дружиною якого незабаром стає Тетяна Овсієнко[13][14][15]
- Ігор Капуста (1994—2000) — танцюрист з її колективу, були повінчані в 1994 році (офіційно в РАГСі шлюб не оформлювався)[13][14][16].

Донька — Лала Аллєгрова (нар. 1972) — режисерка естрадних та масових видовищ, закінчила Російську академію театрального мистецтва, режисерський факультет (майстерня Олексія Гарнізова) Онук — Олександр II (нар. у вересні 1995).
На початку 1980-х Ірина Аллегрова підробляла тим, що пекла вдома торти, тістечка та інші солодощі. Вона не залишає надію відкрити невелику кондитерську з домашньою випічкою.
Поширена інформація про те, що нібито справжнє ім'я співачки Інеса Климчук, не відповідає дійсності.

## Кар'єра
Своїм першим учителем музики та естрадного вокалу Аллегрова вважає М. Магомаєва, який не раз бував у домі Аллегрова в Баку під час гастролей.
На початку 1980-х Ірина Аллегрова та Ігор Тальков беруть участь у постановці музично-поетичної композиції-мюзиклі Теодора Драйзера «Сестра Керрі» на музику Раймонда Паулса в музичному театрі Маргарити Терехової.
Пісня «Озеро надії» призначалася для Ірини Аллегрової. Однак автор пісні Ігор Ніколаєв віддав її Аллі Пугачовій, творчо приревнувавши Аллегрову до Віктора Чайки, пісню якого «Транзитний пасажир» Аллегрова записала в цей же час. Подібний обмін хітами між співачками стався ще раз: пісня «Мандрівець» була написана І. Ніколаєвим для Пугачової, але співачка відмовилася записувати цю пісню у зв'язку з подіями в особистому житті в той період. У підсумку «Мандрівець» дістався Аллегровій та став однією з «візитних карток» співачки.
Ірина Аллегрова — піонерка у зйомках відео в Росії, які можна класифікувати як «дітям до 16 не рекомендовано». Кліп на пісню «Транзитний пасажир», знятий в 1993 році Тиграном Кеосаяном, відповідно до сюжету досить відверто демонструє оголеність співачки. Однак багато років потому Аллегрова сказала, що в найвідвертіших кадрах її замінювала дублерка. Такий же скандальний ефект викликав і наступний кліп, знятий також Т. Кеосаяном в 1995 році, під назвою «Увійди в мене». Кліп не наважився показати жоден телеканал за надмірно відверті сцени з оживаючими сюжетами на полотнах у картинній галереї.
Аллегрова — перша виконавиця романсу «Марні слова», що пізніше прославився у виконанні Олександра Малініна. Романс був записаний як музичний супровід (саундтрек) до радянського серіалу «Слідство ведуть знавці».
Аллегрова в 2000 році у РІА «Новости» зібрала пресконференцію під назвою «Остання відверта розмова з пресою» і оголосила, що припиняє спілкування з пресою на невизначений термін. Після цього вона рідко дає інтерв'ю й тільки перевіреним журналістам, воліючи спілкуватися безпосередньо зі сцени. Продовженням такого кроку стала в тому ж році премія «Золота качка», що вручається за найсумнівніші досягнення в області шоубізнесу та ЗМІ, на якій Аллегрова виступила співведучою.
На думку журналістів, Аллегрова дуже забобонна й саме через це вона забороняє глядачам фотографувати себе під час концертів. З тих же упереджень вона не підходить до тих, хто дарує їй квіти — всі презенти забирають танцюристи з її балету.
З 2006 року директором співачки є її дочка Лала.

## Громадянська позиція
Аллегрова публічно висловилася, що підтримує дії російської армії. Тим самим виправдовує дії Росії, які підривають та загрожують територіальній цілісності, суверенітету та незалежності України. Фігурантка бази даних центру «Миротворець» як особа, яка незаконно відвідувала окупований Росією Крим, свідомо порушуючи державний кордон України.
2 лютого 2022 року додана до санкційного списку Канади. 7 січня 2023 року додана до санкційного списку України.

## Дискографія

### Сольні альбоми
- 1991 р. — «Странник мой» (LP): «Не улетай, любовь», «Мой ласковый и нежный зверь», «Верьте в любовь, девчонки», «Как я соскучилась», «Не было печали», «Глупый мальчишка», «Странник», «Фотография 9х12»
- 1994 р. — «Суженый мой» (CD): «Не улетай, любовь», «Мой ласковый и нежный зверь», «Верьте в любовь, девчонки», «Игрушка», «Свечка», «Как я соскучилась», «Суженый мой», «Бабник», «Не было печали», «Глупый мальчишка», «Странник», «Фотография 9х12», «Младший лейтенант», «Транзитный пассажир»
- 1994 р. — «Угонщица» (CD) (У 1995 р. і 1997 р. — повторно тиражувався): «Угонщица», «Сквозняки», «Сама», «Над пропастью во ржи», «Ключи», «Войди в меня», «Ты мне нужен», «Золото любви», «Нежданный гость», «Я тебя отвоюю», «Безответная любовь», «Привет, Андрей»
- 1996 р. — «Я тучи разведу руками» (CD): «Я тучи разведу руками», «Целуй меня», «Ладони», «Любовница», «Занавес», «Медовый месяц», «Ну и пусть», «Девочка по имени Хочу», «Именины черствые», «Вчера», «Свадебные цветы», «Ожидание», «Любишь или нет»
- 1997 р. — «Императрица» (CD): «Императрица», «Подари эту ночь», «Измена», «Отпусти меня», «Последнее письмо», «Балерина», «Охотник», «Подружка», «Последнее танго в Париже», «Мулен Руж», «Купи девчоночку»
- 1998 р. — «Незаконченный роман» (CD): «Бабы-стервы», «Остров тысячи поцелуев», «Её высочество», «Весна в раю», «Монолог», «Люблю мужчин», «Капитан», «Я улыбнусь тебе сквозь слёзы», «Повелитель удовольствий», «Не опоздай», «Ночные лилии», «Сударь», «Улыбка папы», «Незаконченный роман» — дует з І. Крутим.
- 1999 р. — «Театр…» (CD): «Театр», «Безобразница — Луна», «Качели», «Дон Жуан», «Не первый…», «Двадцать раз», «Обними меня», «Девять с половиной недель», «Итальянец», «Ой, не надо», «Праздник прощания», «Одиночество моё», «Гарем», «Шалая», «Смешная история»
- 2001 р. — «Всё сначала» (CD) (в цьому році ще раз перевидавався): «Океан любви», «Без вины виноватая», «Аккордеон», «Всё нормально», «Александрит от Александра», «Нечаянная радость», «Нежность», «Холодно», «Треснувший диск», «Дикая волчица», «Канарейка», «Обалденные глаза», «Старый знакомый», «Мама», «Всё сначала», «Смятение», «Странник» — нова версія.
- 2002 р. — «По лезвию любви» (CD) (в 2003 р. був перевиданий)
- 2004 р. — «Пополам» (с М. Шуфутинским) (CD)
- 2005 р. — «С днём рождения!» (CD)
- 2007 р. — «Аллегрова-2007» (CD)
- 2010 р. — «Ирина Аллегрова. Эксклюзивное издание» (CD) (2012 р. — перевиданий)

## Фільмографія

### Документальні фільми
- 1994 — «Історія кохання» (документальний фільм про І. Аллегрову), реж. Г. Скоблова
- 1995 — «Ірина» (документальний фільм про І. Аллегрову), реж. С. Випещені
- 1996 — «Я хмари розведу руками» (фільм-концерт), реж. С. Кальварскій
- 1998 — «Незавершений роман Ірини Аллегрової» (фільм-концерт), реж. А. Болтенко
- 1999 — «Без назви» (документальний фільм про І. Аллегрову), реж. В. Ткаченко, А. Расторгуєв
- 2007 — «Шалена зірка Ірини Аллегрової» (документальний фільм до ювілею І. Аллегрової), реж. І. Голубєва
- 2009 — «Ірина Аллегрова. Сповідь незломленої жінки» (фільм-концерт), реж.-постановник Х. Ларра, реж. концертних номерів А. Першин

### Саундтреки до фільмів
- 1987 — «Марні слова» (1987), з т/с «Слідство ведуть знавці». Справа № 20 «Бумеранг», реж. Василь Давидчук; Музика Д. Тухманов — сл. Л. Рибальська
- 1987 — «Хлопчик-хмара» (1987), з к/ф «Час літати», реж. Олексій Сахаров; муз. Д. Тухманов — сл. Д. Самойлов
- 2007 — «Життя-гра» (2006), з серіалу «Янгол-охоронець», реж. Бата Недич; муз. В. Тихонов — сл. Л. Швецов

### Телефільми
- 1997 — «Старі пісні про головне»
- 2005 — «Невідкладна допомога — 2» (художній фільм-серіал, І. Аллегрова в епізодичній ролі), реж. В, Соколовський
- 2005 — «Веселі картинки» (гумористичний художній фільм-серіал, І. Аллегрова в головній ролі в одній з серій)

### DVD, VHS, video CD, мультимедіа
- 1992 — «Суджений мій» (VHS, відеокліп, додаток до чоловічого журналу «Андрій»)
- 1998 — «Я хмари розведу руками» (VHS і video CD, реліз-компанії: АРС records, студія Анонс, ДЖЕМ Records)
- 1998 — «Незавершений роман» (VHS, реліз-компанія: АРС records, студія Анонс, ДЖЕМ Records)
- 1998 — «Сповідь» (VHS і video CD, Реліз-компанія: студія Анонс, ДЖЕМ Records)
- 2002 — Інтерактивне віртуальне інтерв'ю (PC CD-ROM/Audio CD, додаток до журналу «Світ зірок»)
- 2009 — «Сповідь незломленої жінки» (DVD, реліз-компанії: ВАТ «Телекомпанія НТВ», ТОВ «Сі Ді Ленд Медіа»)

## Концертні та шоу-програми
- 1992 — «Не відлітай, любов!» (Перша сольна програма співачки) (5 концертів в СК «Олімпійський»)
- 1993 — «Концерти на біс» (оновлена версія першої сольної програми) (4 концерти в ГЦКЗ «Росія»)
- 1994 — «Угонщиця» (прем'єра програми і однойменного диска)
- 1995 — «Співає Ірина Аллегрова» (концерти на прохання глядачів, Державний Кремлівський палац)
- 1995 — «Сповідь» (прем'єра в Санкт-Петербурзі в КЗ «Жовтневий»)
- 1996 — «Я хмари розведу руками» (прем'єра програми з пісень І. Крутого і однойменного диску (6 концертів в ГЦКЗ «Росія»)
- 1997 — «Я хмари розведу руками» (концерти на біс, оновлена програма, ГЦКЗ «Росія»)
- 1997 — «Монолог» (спеціальна програма для зарубіжних гастролей)
- 1998 — «Незавершений роман» (прем'єра другої спільної програми з І. Крутим і презентація однойменного диску (4 концерти в ГЦКЗ «Росія»)
- 1999 — «Столик на двох» (оновлена програма з пісень І. Крутого представлена в Санкт-Петербурзі в БКЗ «Жовтневий»)
- 2000 — «Ваша музика» (концерт з пісень нового альбому «Театр» в ГЦКЗ «Росія» в рамках проекту для телеканалу ТВ-6)
- 2000 — «Бенефіс Ірини Аллегрової» (гала-вистава в ГЦКЗ «Росія» за участю зірок естради, трансляція в прямому ТВ-ефірі)
- 2001 — «Все спочатку» (презентація програми з пісень нового альбому в РК «Метелиця»)
- 2002 — «По лезу кохання» (прем'єра програми-трилогії і однойменного диску (3 концерти в ГЦКЗ «Росія»)
- 2003 — «Ми удвох» (в рамках програми-трилогії «По лезу любові») (2 концерти в Державному Кремлівському палаці в Москві, 2 концерти в Льодовому палаці в Санкт-Петербурзі)
- 2003 — «Салют, любов!» (В рамках програми-трилогії «По лезу любові») (3 концерти в ГЦКЗ «Росія», 2 концерти в БКЗ «Жовтневий» в Санкт-Петербурзі)
- 2004 — «Моя зірка» (прем'єра програми приурочена до закладки іменної зірки І. Аллегрової у ГЦКЗ «Росія»)
- 2005 — «З днем народження!» (Прем'єра ювілейних концертів в РК «Метелиця» і презентація однойменного диска)
- 2007 — «З минулого в майбутнє …» (прем'єра програми) (2 концерти в Державному Кремлівському палаці в Москві, 2 концерти в КЗ «Жовтневий» в Санкт-Петербурзі)
- 2008 — «Святкові концерти» (прем'єра оновленої програми до 8 Березня) (3 концерти в БКЗ «Жовтневий» в Санкт-Петербурзі)
- 2009 — «Святкові концерти» (прем'єра оновленої програми до 8 Березня) (3 концерти в БКЗ «Жовтневий» в Санкт-Петербурзі)
- 2010 — «Святкове шоу» (прем'єра програми до 8 Березня) (концерт у СК «Олімпійський» у Москві та Льодовому палаці в Санкт-Петербурзі)
- 2011 — «Не обернуся …» (святкова програма до 8 Березня) (2 концерти в Державному Кремлівському палаці, концерт в Льодовому палаці в Санкт-Петербурзі)
- 2014 — «На Біс» (прощальний тур, у межах якого проходять концерти як у великих містах СНД, так i у 7 містах Німеччини[23])
- 2015 — «Перезагрузка . Переродження» (повернення на сцену)
- 2017 — «Моно»